# Сандаскі (Огайо)
Сандаскі (англ. Sandusky) — місто (англ. city) в США, в окрузі Ері штату Огайо. Населення — 25 095 осіб (2020).

## Географія
Сандаскі розташоване за координатами 41°27′21″ пн. ш. 82°42′52″ зх. д. / 41.45583° пн. ш. 82.71444° зх. д. (41.455887, -82.714410).  За даними Бюро перепису населення США в 2010 році місто мало площу 56,72 км², з яких 25,19 км² — суходіл та 31,53 км² — водойми.

### Клімат
| Клімат : Сандаскі                                               | Клімат : Сандаскі | Клімат : Сандаскі | Клімат : Сандаскі | Клімат : Сандаскі | Клімат : Сандаскі | Клімат : Сандаскі | Клімат : Сандаскі | Клімат : Сандаскі | Клімат : Сандаскі | Клімат : Сандаскі | Клімат : Сандаскі | Клімат : Сандаскі | Клімат : Сандаскі |
| Показник                                                        | Січ.              | Лют.              | Бер.              | Квіт.             | Трав.             | Черв.             | Лип.              | Серп.             | Вер.              | Жовт.             | Лист.             | Груд.             | Рік               |
| Абсолютний максимум, °C                                         | 22,8              | 22,2              | 28,9              | 32,2              | 33,9              | 39,4              | 40,6              | 40,6              | 37,2              | 33,9              | 27,8              | 22,8              | 40,6              |
| Середній максимум, °C                                           | 0,1               | 1,7               | 6,8               | 13,3              | 19,7              | 25,1              | 27,7              | 26,6              | 23,0              | 16,6              | 9,5               | 2,9               | 14,4              |
| Середній мінімум, °C                                            | −7,3              | −6,1              | −1,4              | 4,2               | 10,7              | 16,2              | 18,7              | 17,8              | 13,8              | 7,6               | 2,2               | −3,8              | 6,1               |
| Абсолютний мінімум, °C                                          | −28,9             | −21,7             | −21,7             | −10               | −1,1              | 3,3               | 5,0               | 7,2               | 1,1               | −4,4              | −16,1             | −26,7             | −28,9             |
| Норма опадів, мм                                                | 47                | 44                | 64                | 77                | 87                | 106               | 85                | 93                | 80                | 58                | 69                | 65                | 875               |
| Днів з опадами                                                  | 10,8              | 9,4               | 11,0              | 12,3              | 12,1              | 11,2              | 9,7               | 9,7               | 10,1              | 10,2              | 11,8              | 12,0              | 130,4             |
| Днів зі снігом                                                  | 6,2               | 4,2               | 2,1               | 0,4               | 0                 | 0                 | 0                 | 0                 | 0                 | 0                 | 0,5               | 3,6               | 16,8              |
| --------------------------------------------------------------- | ----------------- | ----------------- | ----------------- | ----------------- | ----------------- | ----------------- | ----------------- | ----------------- | ----------------- | ----------------- | ----------------- | ----------------- | ----------------- |
| Джерело: Midwestern Regional Climate Center (normals 1971−2000) |                   |                   |                   |                   |                   |                   |                   |                   |                   |                   |                   |                   |                   |

## Демографія
Згідно з переписом 2010 року, у місті мешкали 25 793 особи в 11 082 домогосподарствах у складі 6415 родин. Густота населення становила 455 осіб/км².  Було 13386 помешкань (236/км²).
Расовий склад населення:
| - 70,4 % — білих - 22,0 % — чорних або афроамериканців - 0,6 % — азіатів - 0,4 % — корінних американців - 1,1 % — осіб інших рас |

До двох чи більше рас належало 5,5 %. Частка іспаномовних становила 4,9 % від усіх жителів.
За віковим діапазоном населення розподілялося таким чином: 23,9 % — особи молодші 18 років, 61,1 % — особи у віці 18—64 років, 15,0 % — особи у віці 65 років та старші. Медіана віку мешканця становила 38,5 року. На 100 осіб жіночої статі у місті припадало 91,0 чоловіків;  на 100 жінок у віці від 18 років та старших — 87,6 чоловіків також старших 18 років.
Середній дохід на одне домашнє господарство  становив 47 611 долар США (медіана — 33 786), а середній дохід на одну сім'ю — 58 113 долари (медіана — 42 928). Медіана доходів становила 35 926 доларів для чоловіків та 29 915 доларів для жінок. За межею бідності перебувало 22,1 % осіб, у тому числі 35,4 % дітей у віці до 18 років та 10,6 % осіб у віці 65 років та старших.
Цивільне працевлаштоване населення становило 11 497 осіб. Основні галузі зайнятості: мистецтво, розваги та відпочинок — 22,7 %, освіта, охорона здоров'я та соціальна допомога — 20,0 %, виробництво — 18,3 %.

## Персоналії
- Джон Емерсон (1874-1956) — американський письменник, сценарист, кінорежисер, продюсер і актор.